# Krakatau Steel
Pour les articles homonymes, voir Krakatau (homonymie).
PT Krakatau Steel est une entreprise d'État indonésienne dans le secteur de l'aciérie. Ses usines sont situées dans la zone industrielle de la ville de Cilegon, kabupaten de Serang, province de Banten, dans l'ouest de l'île de Java.

## Histoire
Krakatau Steel a été créée en 1970 par le gouvernement indonésien à partir d'un précédent projet, « Proyek Baja Trikora », dont l'objectif était la création de 3 usines produisant respectivement du câble, des tiges et des profilés en acier. Les trois usines ont été inaugurées en 1977. 
En 1979, Krakatau Steel a inauguré les unités suivantes :
- une usine de production d'éponges en acier d'une capacité de 1,5 million de tonnes par an ;
- une usine de billes de 500 000 tonnes par an ;
- une usine de câble de 220 000 tonnes par an.

ainsi qu'une centrale électrique thermique de 400 MW, une station d'épuration d'eau, un système de télécommunication et le port de Cigading.
En 1983, l'entreprise a inauguré une usine de plaque et une usine de feuilles à chaud. En 1991, elle a acquis les parts de son partenaire dans une usine de feuilles à froid.

## Source
- (id) Site de PT Krakatau Steel

1. 1 2 3  Indonesia Stock Exchange (bourse des valeurs), consulté le 1er juin 2020.